# Tashkent Open 2013 - Qualificazioni singolare
Le qualificazioni del singolare  del Tashkent Open 2014 sono state un torneo di tennis preliminare per accedere alla fase finale della manifestazione. I vincitori dell'ultimo turno sono entrati di diritto nel tabellone principale. In caso di ritiro di uno o più giocatori aventi diritto a questi sono subentrati i lucky loser, ossia i giocatori che hanno perso nell'ultimo turno ma che avevano una classifica più alta rispetto agli altri partecipanti che avevano comunque perso nel turno finale.

## Teste di serie
1. Bojana Jovanovski (Qualificata)
2. Dar'ja Gavrilova (primo turno)
3. Aleksandra Panova (Qualificata)
4. Valerija Savinych (primo turno)
5. Ons Jabeur (ultimo turno)
6. Marta Sirotkina (ultimo turno)

1. Risa Ozaki (Qualificata)
2. Ljudmyla Kičenok (Qualificata)
3. Arina Rodionova (ultimo turno)
4. Ilona Kramen' (ultimo turno)
5. Kateryna Kozlova (Qualificata)
6. Valentina Ivachnenko (primo turno)

## Qualificate
1. Bojana Jovanovski
2. Tetjana Arefyeva
3. Aleksandra Panova

1. Risa Ozaki
2. Ljudmyla Kičenok
3. Kateryna Kozlova

## Tabellone

### Legenda
| - Q = Qualificato - WC = Wild card - LL = Lucky loser | - ALT = Alternate - SE = Special Exempt - PR = Protected Ranking | - w/o = Walkover - r = Ritirato - d = Squalificato |

### Sezione 1
|  | Primo turno | Primo turno       | Primo turno | Primo turno | Primo turno |  |  | Ultimo turno | Ultimo turno      | Ultimo turno | Ultimo turno | Ultimo turno |  |
|  |             |                   |             |             |             |  |  |              |                   |              |              |              |  |
|  | 1           | Bojana Jovanovski | 6           | 6           |             |  |  |              |                   |              |              |              |  |
|  |             | Michaela Hončová  | 1           | 4           |             |  |  | 1            | Bojana Jovanovski | 6            | 6            |              |  |
|  |             | Tereza Martincová | 1           | 2           |             |  |  | 9            | Arina Rodionova   | 4            | 4            |              |  |
|  | 9           | Arina Rodionova   | 6           | 6           |             |  |  |              |                   |              |              |              |  |

### Sezione 2
|  | Primo turno | Primo turno          | Primo turno | Primo turno | Primo turno |  |  | Ultimo turno | Ultimo turno         | Ultimo turno | Ultimo turno | Ultimo turno |  |
|  |             |                      |             |             |             |  |  |              |                      |              |              |              |  |
|  | 2           | Dar'ja Gavrilova     | 6           | 0           | 2           |  |  |              |                      |              |              |              |  |
|  |             | Tetjana Arefyeva     | 1           | 6           | 6           |  |  |              | Tetjana Arefyeva     | 1            | 6            | 6            |  |
|  |             | Aljaksandra Sasnovič | 6           | 6           |             |  |  |              | Aljaksandra Sasnovič | 6            | 1            | 3            |  |
|  | 12          | Valentina Ivachnenko | 2           | 1           |             |  |  |              |                      |              |              |              |  |

### Sezione 3
|  | Primo turno | Primo turno         | Primo turno | Primo turno | Primo turno |  |  | Ultimo turno | Ultimo turno      | Ultimo turno | Ultimo turno | Ultimo turno |  |
|  |             |                     |             |             |             |  |  |              |                   |              |              |              |  |
|  | 3           | Aleksandra Panova   | 6           | 6           |             |  |  |              |                   |              |              |              |  |
|  | WC          | Amina Mukhametshina | 2           | 1           |             |  |  | 3            | Aleksandra Panova | 6            | 6            |              |  |
|  | WC          | Guzal Yusupova      | 1           | 4           |             |  |  | 10           | Ilona Kramen'     | 4            | 4            |              |  |
|  | 10          | Ilona Kramen'       | 6           | 6           |             |  |  |              |                   |              |              |              |  |

### Sezione 4
|  | Primo turno | Primo turno       | Primo turno | Primo turno | Primo turno |  |  | Ultimo turno | Ultimo turno   | Ultimo turno | Ultimo turno | Ultimo turno |  |
|  |             |                   |             |             |             |  |  |              |                |              |              |              |  |
|  | 4           | Valerija Savinych | 2           | 3           |             |  |  |              |                |              |              |              |  |
|  |             | Ksenia Palkina    | 6           | 6           |             |  |  |              | Ksenia Palkina | 1            | 5            |              |  |
|  |             | Veronika Kapšaj   | 1           | 3           |             |  |  | 7            | Risa Ozaki     | 6            | 7            |              |  |
|  | 7           | Risa Ozaki        | 6           | 6           |             |  |  |              |                |              |              |              |  |

### Sezione 5
|  | Primo turno | Primo turno      | Primo turno | Primo turno | Primo turno |  |  | Ultimo turno | Ultimo turno     | Ultimo turno | Ultimo turno | Ultimo turno |  |
|  |             |                  |             |             |             |  |  |              |                  |              |              |              |  |
|  | 5           | Ons Jabeur       | 6           | 6           |             |  |  |              |                  |              |              |              |  |
|  | WC          | Polina Merenkova | 2           | 1           |             |  |  | 5            | Ons Jabeur       | 1            | 5            |              |  |
|  |             | Raluca Olaru     | 1           | 4           |             |  |  | 8            | Ljudmyla Kičenok | 6            | 7            |              |  |
|  | 8           | Ljudmyla Kičenok | 6           | 6           |             |  |  |              |                  |              |              |              |  |

### Sezione 6
|  | Primo turno | Primo turno         | Primo turno | Primo turno | Primo turno |  |  | Ultimo turno | Ultimo turno     | Ultimo turno | Ultimo turno | Ultimo turno |  |
|  |             |                     |             |             |             |  |  |              |                  |              |              |              |  |
|  | 6           | Marta Sirotkina     | 6           | 7           |             |  |  |              |                  |              |              |              |  |
|  |             | Teodora Mirčić      | 4           | 5           |             |  |  | 6            | Marta Sirotkina  | 6            | 1            | 2            |  |
|  | WC          | Alina Abdurakhimova | 1           | 2           |             |  |  | 11           | Kateryna Kozlova | 2            | 6            | 6            |  |
|  | 11          | Kateryna Kozlova    | 6           | 6           |             |  |  |              |                  |              |              |              |  |